# پوتریا بالاتا
پوتریا بالاتا (نام علمی: Pouteria bullata) نام یک گونه از تیره چیکوئیان است.